# Yuma Hattori
Yuma Hattori (jap. 服部勇馬 Hattori Yuma; ur. 13 listopada 1993 w Tōkamachi) – japoński lekkoatleta specjalizujący się w biegach długodystansowych.
W 2021 brał udział w rozgrywanych w Tokio letnich igrzyskach olimpijskich, na których startował w konkurencji maratonu i zajął 73. pozycję z rezultatem czasowym 2:30:08.
Jest starszym bratem Hazumy, również lekkoatlety.

## Rekordy życiowe
- 1500 m – 3:51,13 (13 maja 2017, Gifu)
- 3000 m – 8:13,13 (8 kwietnia 2012, Saitama)
- 5000 m – 13:36,76 (12 lipca 2015, Kitami)
- 10 000 m – 27:47,55 (19 września 2020, Kumagaya)
- półmaraton – 1:01:40 (15 września 2018, Ústí nad Labem)
- 30 km – 1:28:52 (16 lutego 2014, Kumamoto)
- maraton – 2:07:27 (2 grudnia 2018, Fukuoka)

Źródło: 